# لسعات ولدغات الحشرات
 لدغات ولسعات الحشرات (بالإنجليزية: Insect bites and stings) تقسم لسع ولدغ الحشرات إلى مجموعتين: سامة وغير سامة. اللدغة تكون عادة من هجوم حشرة سامة مثل النحلة أو الدبور، حيث يستخدم هذا كوسيلة دفاعية بحقن الزعاف السام والمؤلم من خلال لدغته. بينما لسعة الحشرة غير السامة تثقب الجلد للتغذي على دمك؛ هذا عادة يتسبب بالهرش الشديد.

## العلامات والأعراض
لسعات الحشرات أو اللدغات تسبب، لمعظم الناس، ردة فعل بسيطة. تسبب اللدغات السامة غالبا إحساسا لاذعا أو ألما مع احمرار وتورم المنطقة؛ الحكة عادة ليس أساسية. في بعض الناس الحساسة لسم الحشرة، قد تسبب اللدغة تفاعل تحسسي شديد معروفا باسم «الإعوار أو تَأَق» anaphylaxis. ويتسبب ذلك في تورم الوجه صعوبة التنفس وطفح مثير للحك (الشرى urticaria) على معظم الجسم. وقد يكون هذا خطيرا مهددا للحياة، ومن ثم وجوب سرعة الانتباه الطبي والعلاج الفوري.
تتسبب لسعات الحشرة الغير سامة لمعظم الناس، حكة مزعجة شديدة (الشرى الحطاطي). قد تظهر القرصة كبقعة صغيرة مرتفعة حمراء؛ وقد تسبب حويصلة فقاعية. للأسف الرغبة في الهرش عادة ينتج عنها قرحة مفتوحة قد تصبح ملوثة وتأخذ مدة أطول للالتئام. في بعض أجزاء من العالم، تكون لسعات الحشرة مسببة لمشاكل أكثر، حيث تكون الحشرات ناقلة أو عامل وسيط للأمراض مثل الملاريا، مرض لايم، مرض الريكتسيا وحمى الضنك (أبو الركب).

## العلاج
إذا كانت ردة الفعل بسيطة، لدغات الحشرة يجب أن تعالج بإزالة الحشرة اللادغة أولا. هذا ضروري لأن الحشرة تستمر في ضخ السم من حوصلتها حتى يفرغ أو تزال. يجب إزالة الحشرة اللادغة باستخدام طرف ثابت مثل ملقط الحاجب، توضع على الجلد بجانب الحشرة الغائرة. استعمل الضغط الثابت وإكحت عبر سطح الجلد لإزالة الحشرة. . يجب تنظيف المنطقة بمطهر ويوضع عليها ثلج أو كمادة باردة لتقليل الألم والتورم. يمكن استعمال كريم الستيرويدالموضعى أو دهان الكالامين عدة مرات في اليوم على المنطقة حتى تخف الأعراض. إذا لزم الأمر، أقراص مضادات الهيستامين قد تؤخذ أيضا.
إذا سببت لدغة الحشرة ردة فعل شديدة أو إعوار، يجب الانتباه والتدخل الطبي العاجل. إذا كان المريض معروفا أن لديه حساسية من لدغات الحشرة، يجب أن يحمل معه إسعافات أولية للحساسية تحتوي على أدرينالاين، حيث يمكن استخدامها في مثل هذه الظروف وتكون منقذة للحياة.
هدف العلاج الرئيسي للسعات الحشرة هو منع الحكة. وتتطلب لسعات الحشرات الحاملة للأمراض علاج نوعي مضاد للميكروبات لمعالجة المرض.

## الوقاية
1-تجنب العطر والملابس الزاهية الألوان لتقليل التعرض للدغات النحل.
2-السيطرة على روائح المتنزهات، مناطق القمامة، إلخ التي يمكن أن تجذب الحشرات.
3-دمر أو انقل خلايا النحل أو العشش القريبة من بيتك.
3-لا تترك برك ماء راكد حيث إنها تجذب الناموس.
4-الأجهزة الكهربائية الطاردة للحشرات وأشعال الحلزون الطارد للحشرات قد يكونون فعالين.
5-غط كل أجزاء الجسم بالملابس، القبعات، الجوارب وقفازات إذا ذهبت إلى مناطق يزيد فيها احتمال التعرض للسعة أو لدغة الحشرات.
6- النظافة: لانها بشكل عام لا تستهوي الحشرات.
7-معالجة ومراقبة دورية للحيوانات الاليفة في المنزل مثل القطط والكلاب والحيوانات الأليفة المنزلية الأخرى من البراغيث بانتظام.
8- طاردات الحشرات التي تحتوي على D.E.E.T (التوليومايد ثنائي الإثيل) هي الأكثر فاعلية.
الثيامين (فيتامين ب1) يمكن أن يستخدم كطارد حشرة شامل (حيث يكون للجلد رائحة مميزة).

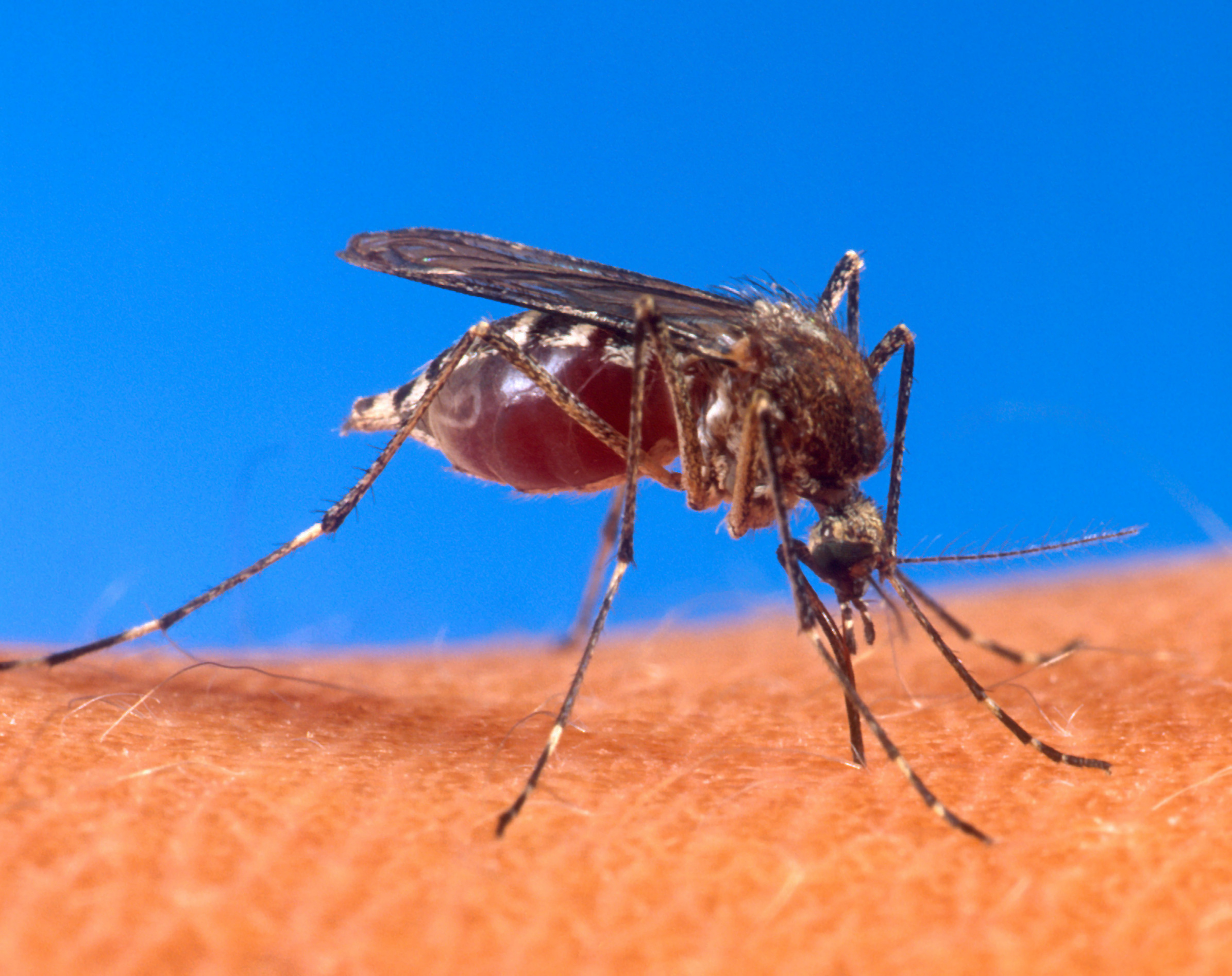
الزاعجة المصرية ، أوبعوض الحمى الصفرا

## لائحة بأسماء بعض الحشرات والأعراض
| الآفات                    | الجزء المفضل من الجسم                                | لحظة التعرض                                       | ردة الفعل |
| ------------------------- | ---------------------------------------------------- | ------------------------------------------------- | --- |
| البعوض                    | المكان المكشوف من الجسم ما عدا الراس لسبب وجود الشعر | وخزة                                              | حكة وتورم بسيط |
| البرغش                    | المكان المكشوف من الجسم ما عدا الراس لسبب وجود الشعر | وخزة وألم بسيط                                    | تهيج الجلد وتورمه |
| عض الذباب، أو قرص الذبابة | الجلد المكشوف                                        | ألم                                               | احمرار وتورم بسيط مكان العضة يستمر لعدة ساعات |
| البراغيث                  | تفضل الكاحلين والقدمين عارية                         | وخزات مصحوبة بالم لكثرة الوخزات                   | حكة شديدة تؤدي إلى خدوش جلدية ومضاعفات إنتانية وبقع حمراء تنتشر على الجلد |
| البق                      | في اي مكان                                           | بعض الاشخاص قد يشعرون بحكة، والبعض لا يشعروف بشيء | بتورم خفيف مع احمرار وحكة في مكان اللدغة |
| القمل                     | منطقة العانة أو فروة الرأس                           | حك للمنطقة بشكل مكثف                              | بقع حمراء في مواقع الدغات |
| النمل                     | في اي مكان مكشوف                                     | حكة مؤلمة                                         | في حالات قليلة يمكن لللدغات أن تتسببه في التهاب الهلل أو سيلوليت (celulitis) |

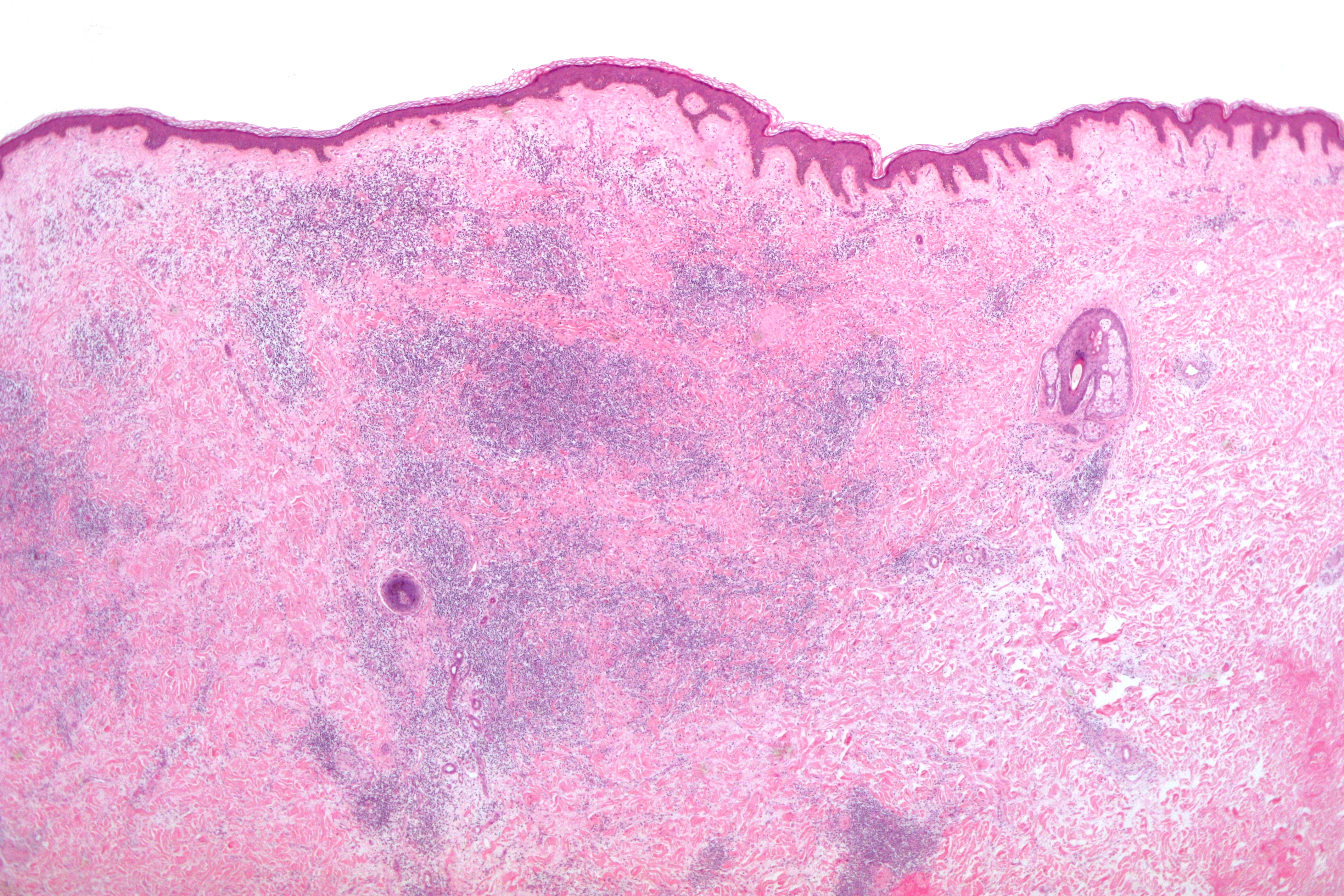
صورة مجهرية تظهر الالتهاب عند لدغ وتد الحشرة للجلد ودخوله لللاوعية

| القراد                    | في الاماكن المكشوفة من الجسم                         | ورم صغير أحمر ومؤلم                               | اذا لم تعالج وتستئاصل القراد من الجلد بعناية قد تسبب إلتهاب المفاصل وإذا لم يعالج في المراحل الاولى يمكن أن يؤدي إلى الإصابة بالشلل، فإذا أصبت بطفح جلدي حول موضع اللسعة، وتعرضت خلال 30 يوما ــ لأعراض شبيهة بنزلة برد |
| النحل                     | في أي مكان مكشوف                                     | ألم فوري، حاد وحارق في منطقة اللّسعة               | انتفاخٌ طفيف حول منطقة اللّسعة. علامة حمراء في منطقة اللّسعة. بقعة بيضاء صغيرة حيث تم لسع الجّلد. |
| الدبور                    | في أي مكان مكشوف                                     | ألم حاد                                           | تورم عام في حالة وجود حساسية شديدة.القيء، دوخة، صداع، انخفاض ضغط الدم، وفي حالات نادرة، إذا لم يكن هناك تدخل طبي، يمكن أن يكون مهددا للحياة                                                                             |